# كريستوبال فينش
كريستوبال فينش (بالإسبانية: Cristóbal Finch)‏ هو لاعب كرة قدم تشيلي، ولد في 1 يونيو 2002 في بروفيدنسيا في تشيلي. لعب مع نادي أونيفرسيداد كاتوليكا.

## وصلات خارجية
- كريستوبال فينش على موقع قاعدة بيانات كرة القدم.إي يو (الإنجليزية)
- كريستوبال فينش على موقع Soccerway.com (الإنجليزية)